# Kristallin plast
Kristallina plaster är opaka med regelbundet och tätt packade polymerkedjor. Kristallin fas är styvare än dess motsats, amorf fas. Man skiljer en kristallin plast från en härdplast eftersom en härdplast består av tvärbundna polymerer. En polymer kan inte kristalliseras helt och hållet. Den kommer alltid ha föroreningar och restmonomerer vilket egentligen gör den delkristallin (även om termen används för de minst kristallina plasterna). En vanlig term i sammanhanget är kristallinitetsgrad som beskriver hur många procent av materialet som är kristallint, där 20-70% är vanligast förekommande. Kedjorna i en kristallin fas är någorlunda parallellt ordnade medan de är oordnade som ett garntrassel i amorf fas.
Faktorer som ökar kristalliniteten är:
- Regelbunden konfiguration
- Tillräcklig rörlighet i kedjan
- God tätpackningsförmåga

## Kristallina plaster
- Polyeten, PE
- Polypropen, PP
- Polymetylpenten, PMP
- Polybuten-1, PB
- Polyoximetylen, POM
- Polybutylentereftalat, PBT
- Polyetylentereftalat, PET
- Polyfenylensulfid, PPS
- Polytetrafluoreten, PTFE
- Polyaryleterketon, PAEK
- Polyetereterketon, PEEK